# لوران لوفيفر
لوران لوفيفر (بالفرنسية: Laurent Lefèvre)‏ ولد بتاريخ 2 يوليو 1976 في فرنسا، هو دراج فرنسي سابق في صنف سباق الدراجات على الطريق.

## وصلات خارجية
- الموقع الرسمي

## روابط خارجية
- لوران لوفيفر على موقع الاتحاد الدولي للدراجات (الإنجليزية)
- لوران لوفيفر على موقع أرشيف الدراجات (الإنجليزية)
- لوران لوفيفر على موقع إحصائيات الدراجات الإحترافية (الإنجليزية)
- لوران لوفيفر على موقع نسبة الدراجات (الإنجليزية)